# Ufeus electra
Ufeus electra är en fjärilsart som beskrevs av Smith 1908. Ufeus electra ingår i släktet Ufeus och familjen nattflyn. Inga underarter finns listade i Catalogue of Life.